# Capsigrany bucèfal
El capsigrany bucèfal (Lanius bucephalus) és un ocell de la família dels Lànids (Laniidae).

## Hàbitat i distribució
Camp obert i encara ciutats del sud-est de Sibèria, Sakhalín, sud de les illes Kurils, nord-est de la Xina, Corea, Japó i les illes Izu.